# Beas
Beas (punjabi: ਬਿਆਸ) er en flod der løber i  delstaterne Himachal Pradesh og Punjab i Indien. Beas er 475 km lang, og en af Punjabs fem store floder. 
Beas begynder ved Rohtang-passet i Himalaya, og løber sammen med floden Sutlej syd for Amritsar. Sutlej løber videre ind i Pakistan hvor den løber sammen med Chenab og fortsætter til Indus.
I Vedaerne kalles elven Arjikuja, og var også kendt som Vipasa i oldtidens Indien. Grækerne kaldte floden Hyfasis, og den markerer den østligste grænse for Aleksander den Stores erobringer i 326 f.Kr.. 
31°9′8″N 74°58′17″Ø / 31.15222°N 74.97139°Ø